# St. Julians (Newport)

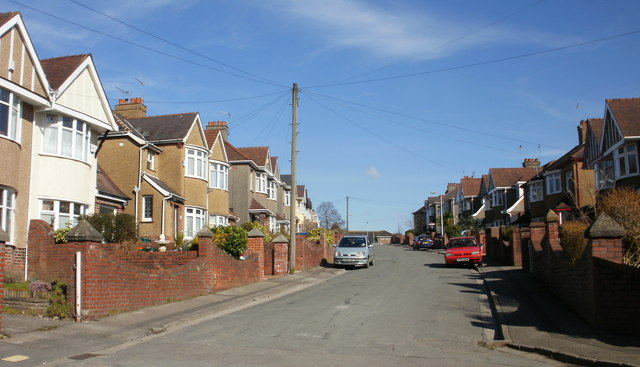
Typische Straßenszene in St. Julians

Glebelands-Park

St. Julians  (walisisch: Sain Silian) ist ein Stadtteil (Ward und Community) der Stadt Newport im Süden von Wales.

## Lage, Infrastruktur und Bevölkerung
St. Julians liegt ungefähr auf halbem Weg zwischen der Altstadt von Newport und Caerleon. Im Norden und Westen wird der Ort vom River Usk begrenzt, im Osten schließt sich der Stadtteil Beechwood und im Süden Victoria/Maindee an.
Im Ortsteil leben 8675 Einwohner (Zensus 2011) auf einer Fläche von 1,94 km². Die administrativen und geographischen Grenzen des Ortes stimmen allerdings nicht genau überein, der östliche Teil von St. Julians zählt verwaltungstechnisch bereits zu Beechwood.
Im Nordwesten des Stadtteils, in der Flussschleife des Usk, befindet sich die weitläufige Parkanlage Glebelands, eine renaturierte Deponie, die allerdings durch Chemieabfälle belastet ist.
Im Stadtteil befindet sich die St Julian's School, eine große weiterführende Schule. Es gibt eine anglikanisch-walisische, eine methodistische und eine baptistische Kirchengemeinde.
Der M4 motorway und die Welsh-Marches-Eisenbahnstrecke verlaufen durch das Gebiet des Stadtteils.

## Geschichte
Der Ort ist nach dem Märtyrer Julius von Caerleon benannt, dessen Name auch Julian geschrieben wird. Bis ins Spätmittelalter befand sich hier an der Straße zwischen den Städten Newport und Caerleon am Flussufer eine Kirche, in der angeblich die Gebeine des Märtyrers aufbewahrt wurden. Die Kirche und ihr Umland gehörten wohl zur Goldcliff Priory; St. Julians wird im Book of Llandaff erwähnt.
Ende des 15. Jahrhunderts ließ Sir George Herbert die Überreste der Kirche abreißen und an deren Stelle ein Landgut (St. Julian’s House) errichten, das er zu seinem Familiensitz machte. Er begründete so die Linie der Herberts of St. Julians, die für vier Generationen bestehen sollte. George Herbert war der dritte Sohn des Black William Herbert, 1. Earl of Pembroke, der während der Rosenkriege für das Haus York große Teile des südlichen Wales beherrscht hatte.
Sir Georges Sohn, Sir Walter Herbert († 1550/51), war High Sheriff of Monmouthshire, Justice of the Peace und Mitglied des Parlaments. Sein ältester Sohn William († 1567) folgte ihm in diesen Ämtern nach. Nicht nur durch Ämter und Grundbesitz, sondern besonders durch Seehandel erlangte die Familie Reichtum. Der zweite Sohn George († 1580) war ein bedeutender Seefahrer und Händler.
Williams gleichnamiger Sohn († 1593) war an der Plantation of Munster in Irland beteiligt. Da er lediglich eine überlebende Tochter hatte, machte er diese zur Alleinerbin, unter der Bedingung, dass sie ein Mitglied der Herbert-Familie heiraten würde. Sie heiratete Edward Herbert of Chirbury, der zum neuen Herren von St. Julians wurde.
Das Anwesen blieb im Besitz ihrer Nachfahren, der Barone von Chirbury, die allerdings kaum dort lebten. Nach dem Aussterben dieser Linie wechselte St. Julian’s House mehrmals den Besitzer, wurde umgebaut, schließlich als Bauernhof genutzt und verfiel zunehmend.
Ende des 19. und Anfang des 20. Jahrhunderts wuchs die Stadt Newport nach Norden und der Stadtteil St. Julians wurde als typische britische Wohnsiedlung dieser Zeit errichtet. In den 1950er-Jahren wurde der Ort durch den Bau des St Julians Estate, einem aus 960 Häusern und Wohnungen bestehenden Wohngebiet, deutlich erweitert.